# Сойол
Сойол (рос. Соёл) — улус Баргузинського району, Бурятії Росії. Входить до складу Сільського поселення Баргузинське.
Населення — 145 осіб (2015 рік).